# نادي كيوفو سبورت
نادي كيوفو سبورت هو نادي كرة قدم من العاصمة كيغالي في رواندا. يلعب الفريق مبارياته المنزلية على ملعب أماهورو. فائز ببطولة الدوري الرواندي الممتاز ثلاث مرات أعوام 1983، 1992 و1993.
كان نادي كيوفو الرياضي أول نادي كرة قدم رواندي يشارك في دوري كرة القدم في الفترة ما بين عام 1948 وعام 1957. بدأ النادي في دوري الدرجة الأولى، وانخفض تصنيفه مرة واحدة فقط عام 2017.

## وصلات خارجية
- الموقع الرسمي للنادي